# Sacramentskerk (Tilburg)
De Sacramentskerk of de kerk van het Allerheiligste Sacrament was een rooms-katholieke parochiekerk in de Tilburgse wijk Armhoef. De kerk lag aan de Ringbaan Oost, in het verlengde van de Nieuwe Bosscheweg. Het gebouw en de naastgelegen pastorie zijn ontworpen door architect Martinus van Beek, die samen met architect F. Vervest ook het achter gelegen Sint-Lidwinaklooster ontwierp. De kerk is gebouwd in de Christocentrische stijl.

## Geschiedenis
Tussen 1931 en 1933 werd de kerk gebouwd op een belangrijke locatie, als visuele bekroning van de toen pas gerealiseerde Nieuwe Bosscheweg, een van de belangrijkste uitvalswegen van de stad. De kerk was het middelpunt van de parochie Armhoef in Tilburg en een herkenningspunt voor de wijk Armhoefse Akkers, die eveneens in de jaren '20 en 30 rond de Ringbaan Oost werd gebouwd. Het is een van de schaarse wijken in de stad die nog in min of meer oorspronkelijke staat zijn.
Tijdens de Tweede Wereldoorlog, vlak voor de bevrijding, werden kerk en de omliggende wijk zwaar beschadigd door bombardementen.
In 1992 werd de torenspits verwijderd, ondanks protest van buurtbewoners en leden van de gemeenteraad. De torenspits zou in slechte staat verkeren en mogelijk bij storm een gevaar voor omwonenden opleveren. Mede op initiatief van oud-burgemeester van Tilburg Henk Letschert werd een actie gehouden voor een vervangende spits en werd er door buurtbewoners geld ingezameld. Het bisdom en kerkbestuur weigerden de bijdrage en wilden niets weten van vervanging van de torenspits. Het was de eerste aanwijzing dat de kerk in de ogen van het bisdom hoe dan ook gesloten moest worden, hoewel er sprake was van een levendige parochie, met een kerkgebouw in goede staat.

## Sluiting, sloop en herbestemming
In 2005, na felle protesten van parochianen en wijkbewoners, werd de kerk aan de eredienst onttrokken. Het gebouw zou worden gesloopt om plaats te maken voor de plannen van een projectontwikkelaar die er een 60 meter hoge woontoren wilde plaatsen. Onder aanhoudende bezwaren van de wijk werd dat voorkomen.
In 2006 deed de Heemkundekring van Tilburg een aanvraag om de kerk een monumentenstatus te verlenen. Dat mede omdat een vrijwel identieke kerk van architect Van Beek een rijksmonument is.
Lopende de procedure mocht de kerk niet gesloopt of verbouwd worden. Na jarenlange pogingen om de kerk een gemeentelijk, dan wel een rijksmonument te maken, besloot uiteindelijk de Raad van State dat een dergelijke status op formele gronden niet verleend hoefde te worden. Tegelijkertijd werden vanuit de gemeente Tilburg en buurtbewoners suggesties gedaan dan wel plannen ingediend voor een nieuwe bestemming. Een van de plannen was afkomstig van uitzendbureau SBA Euro en beoogde de kerk te heropenen ten behoeve van Poolse arbeidskrachten. Andere plannen betroffen een gezondheidscentrum of een combinatie van woon- en buurtvoorzieningen. Alle plannen werden door het bisdom verworpen, dat alleen wenste mee te werken aan herbestemming als er sprake zou zijn van een monumentenstatus.
In 2015 werd een nieuw een plan gepresenteerd om de kerk deels te behouden. De toren en de voorzijde (het eerste travee) blijven bestaan, terwijl schip en koor zouden worden gesloopt. Op die plaats zou dan in de loop van 2018 en 2019 een aantal huizen verrijzen, ontworpen door architect Thomas Bedaux. In 2017 is het gebouw, met uitzondering van de toren gesloopt en twee zijkapellen, inderdaad gesloopt. In het behouden gedeelte kwamen drie appartementen. In 2017 schreef een werkgroep van de buurtraad een prijsvraag uit voor een nieuwe torenspits. In december werd met grote meerderheid een ontwerp van architect Jos ten Brink verkozen. Dat heeft de maat en contouren van de oude spits, maar beoogt ook – onder meer door er een lichtkunstwerk in op te nemen – een markeringspunt in de stad te zijn. 
Na de oplevering van de woningen in 2020 werden de activiteiten van de werkgroep Kerk en Klooster overgeheveld naar de stichting Spits Armhoefse Akkers. Deze liet in samenspraak met architect Thomas Bedaux en ontwerper Jos ten Brink het ontwerp uitwerken en doorrekenen door enkele bedrijven uit de regio. In 2021 werd gestart met fondsenwerving. Meerdere instellingen, particulieren en bedrijven deden toezeggingen ten bedrage van ruim 300.000 euro. De gemeente Tilburg stelde bovendien een garantiesubsidie van 150.000 euro in het vooruitzicht. In 2023 is Sigrid Calon aangetrokken om het lichtkunstwerk te realiseren en werd er een beheersplan voor de langere termijn vastgelegd. De nieuwe torenspits werd in 2025 geplaatst.

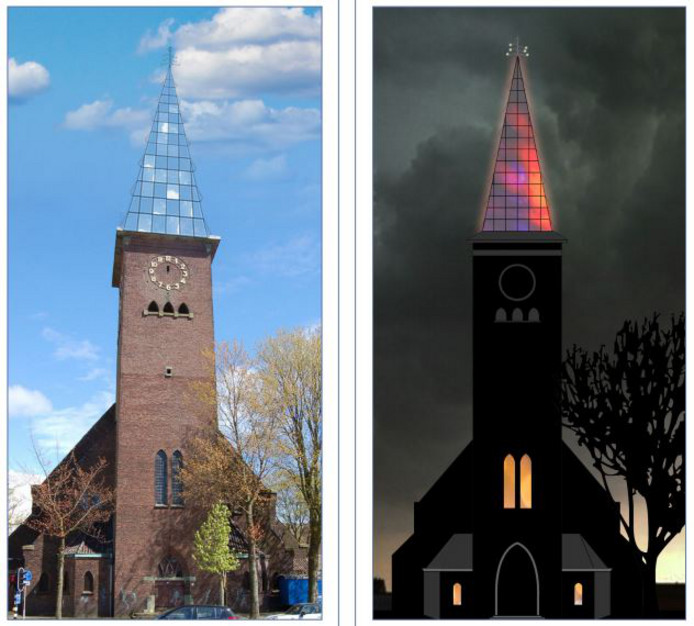
Ontwerp Ten Brink Torenspits Sacramentskerk

## Afbeeldingen

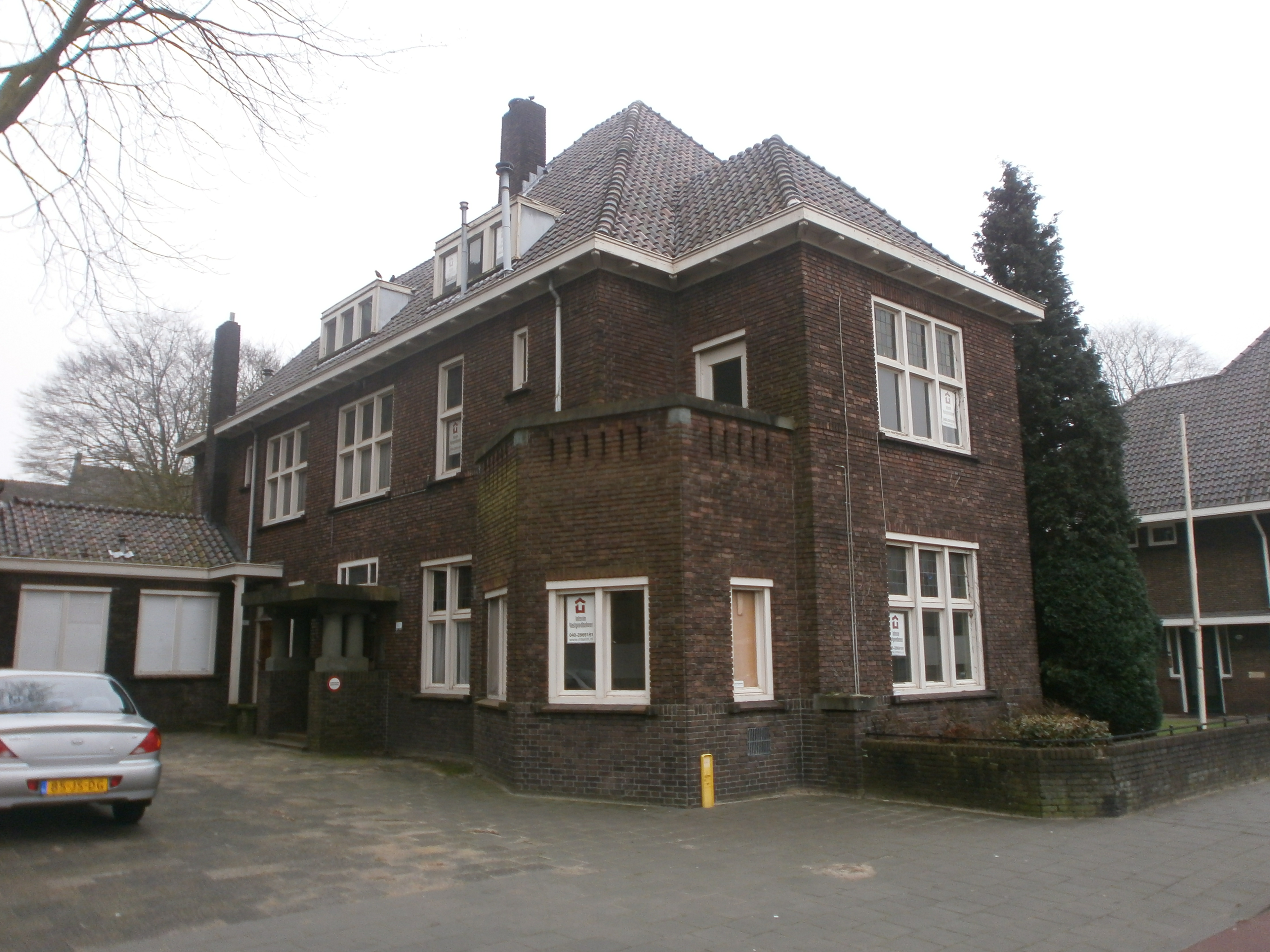
De pastorie van de Sacramentskerk.
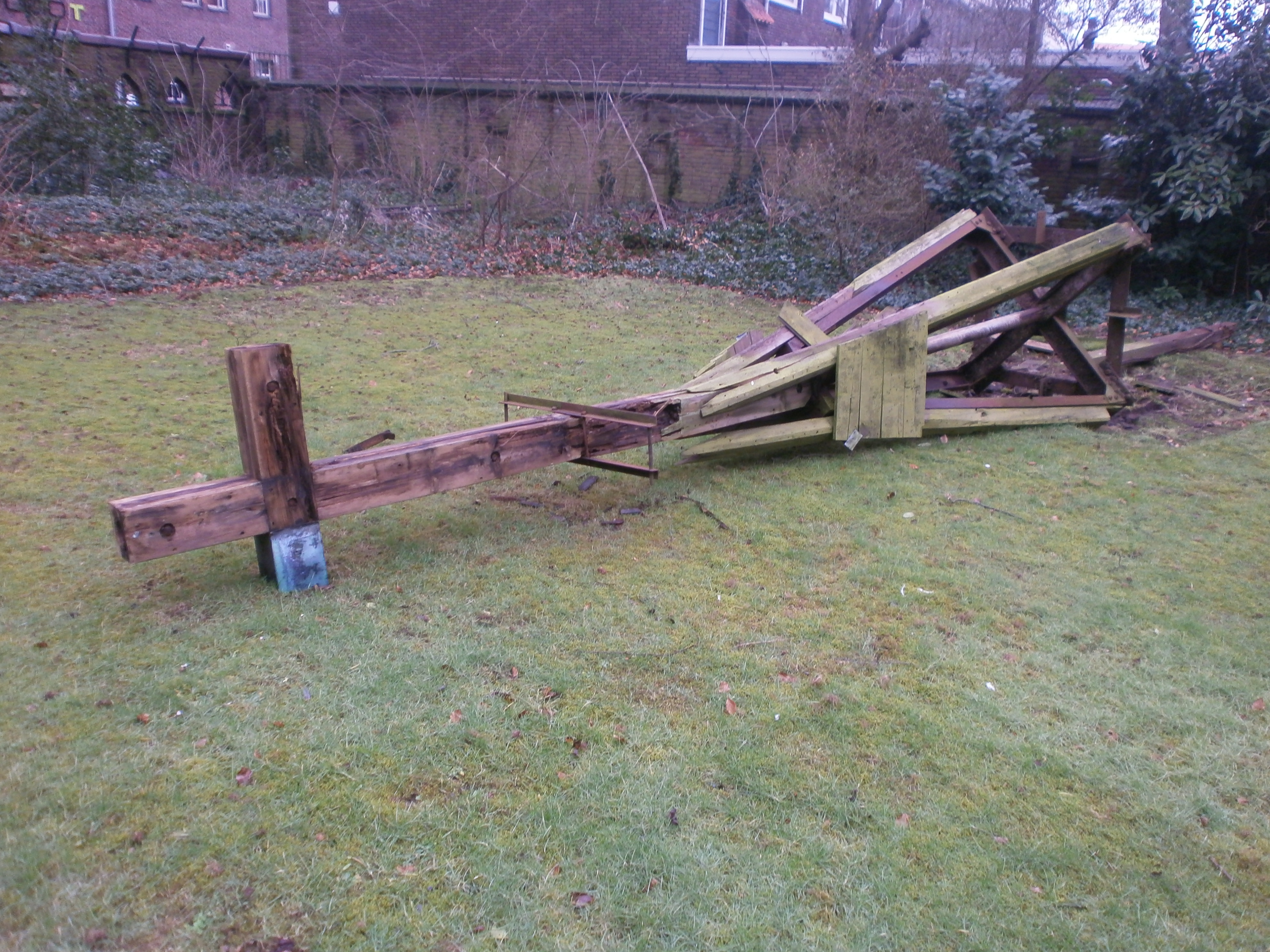
Top van de in 1992 verwijderde torenspits.